# Benthophilus abdurahmanovi
Benthophilus abdurahmanovi là một loài cá nước lợ thuộc họ Cá bống trắng. Loài này được tìm thấy ở phía bắc biển Caspi và hạ lưu của các con sông Volga và Terek. FishBase xem loài này là một phân loài của Benthophilus magistri (Benthophilus magistri abdurahmanovi).
Tên của loài này được đặt để tôn vinh nhà động vật học Azerbaijan Yusif Abdurahmanov.